# Tectoèdre
Un tectoèdre (latin tectum = toit, toiture) est un polyèdre convexe dont une des faces, appelée base, a un côté en commun avec chacune des autres faces et dont chaque sommet est commun à trois faces seulement.
On appelle ordre du tectoèdre le nombre des côtés de sa base.
Un tectoèdre est la forme du tas de sable qui se forme quand on verse du sable sur une plaque plane polygonale, horizontale et surélevée. C'est un tectoèdre particulier car ses faces font toutes le même angle (compris entre 30 et 35 degrés) avec la base.
De ce fait, chaque arête étant l'intersection de deux faces de même pente, sa projection sur le plan de base est la bissectrice de l'angle formé par les deux côtés de la base (ou leurs prolongements) qui déterminent ces faces.
Chaque face est repérée par un indice qui est le nombre de côtés au-delà de trois. On désigne un tectoèdre par un nombre en prenant le plus grand indice et en tournant dans un sens ou l'autre selon le plus grand indice suivant. On peut ainsi classer les tectoèdres par ordre croissant
Il existe un seul tectoèdre d'ordre 4 et un seul d'ordre 5, mais il y en a 3 d'ordre 6. Se référer aux publications de l'OUVERT et de Roger Iss pour les formules de dénombrement et les démonstrations.